# RigidChips
RigidChipsは、ハンドルネーム「学生」(現Yasuhiko TAKEYA)によって作られたフリーウェアの剛体シミュレータである。

## 概要
1999年8月5日にソニー・コンピュータエンタテインメントから発売されたパネキットと多くの点で類似しているが、RigidChipsは物理シミュレーションに特化しており、パネキットからさらに拡張された機能がある。
現在、より発展的なものとして同作者が開発した「Laputan Blueprints」が公開されている。

## パネキットとの比較
- モデルに外部から力が掛かりすぎる事でパネルの接続が切れ、分解する事がある(設定やモデル自体の設計によって分解しにくくする事が可能)。
- パネルの枚数制限が100枚から512枚へ拡張。
- モデルは、テキストファイルに言語を記述して作成する。有志によって造られたモデルエディタがある。
  - さらに、独自のスクリプトやLuaを利用する事で、モデルの自動制御など様々な事を行える。
- パネルの接続を任意に分離する事が出来、分離したパーツは独立したものとして扱える。
- タイヤは、回転部にパーツを付ける事が出来、モーターの役割を兼ねる。
- ジェットのオプション機能として、気球のように膨らませ上昇させる事が出来る「バルーン」を備えている。
- ネットワーク接続を行う事で、他のプレイヤーとオンラインプレイが出来る。
  - チャットで会話する事も可能。
- パネキットの「競技」に類似するものとして、「シナリオ」と「ゲーム」が存在する。
- フィールドは、外部ファイルを読み込ませる事ができ、自作することも可能である。
- 空気抵抗や水圧、重力などの物理演算を無効にする事が出来る。
- シューターに当たる「arm」は、出力を自在に設定する事ができる。
- 空気抵抗や水圧を受けない「フレーム(中抜きされたパネル)」がある。
- 見かけ上表示されるだけの物理演算に関わらない「カウル」がある。
- フレーム類のみオプションの設定で表示を消す事ができる「ゴースト」機能を持つ。
- 潜水を永続的に行う事が出来る。